# Kokyū (Instrument)

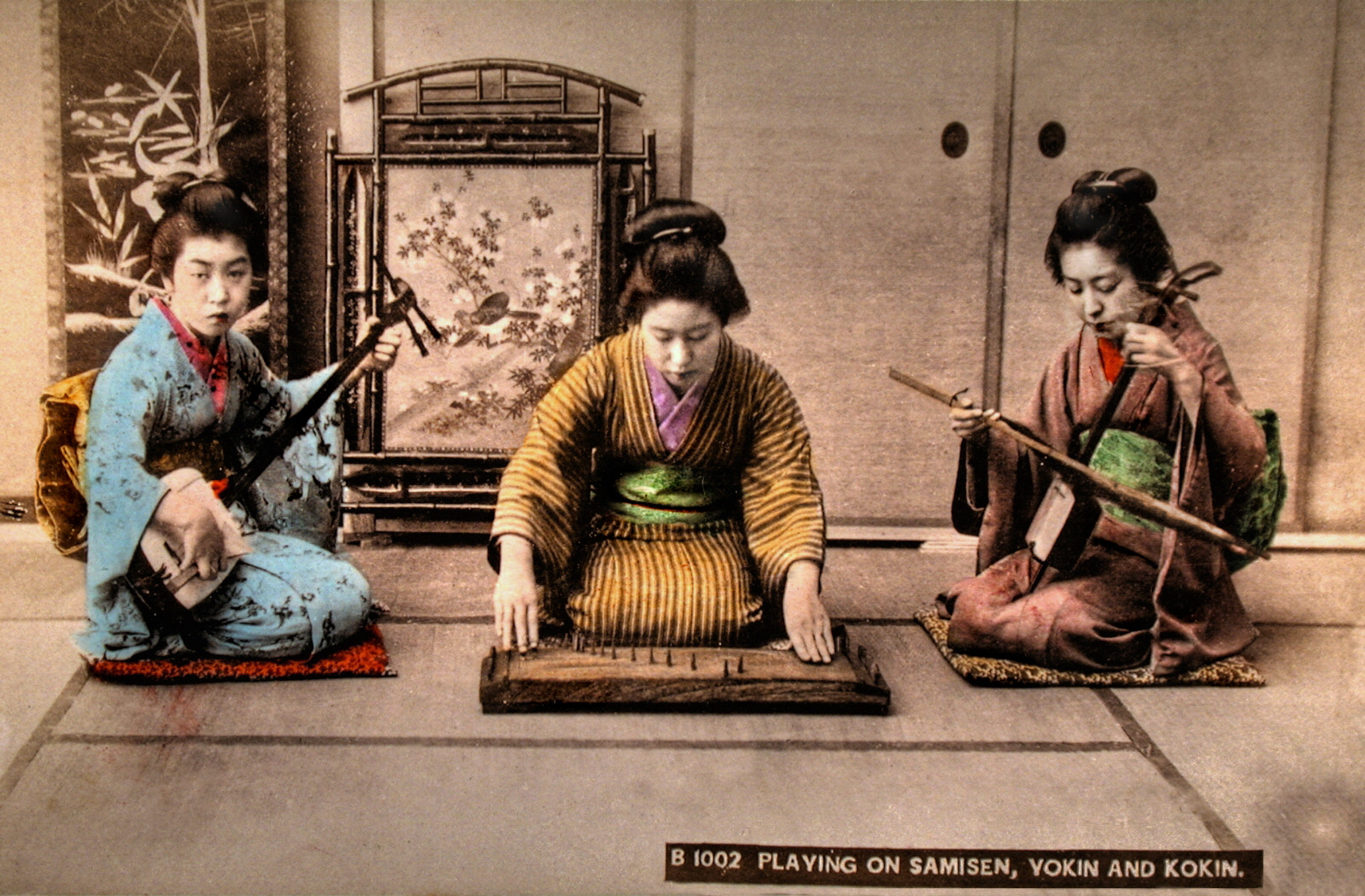
Sankyoku-Ensemble: Shamisen, Yōkin, Kokyū (hier Kokin genannt)

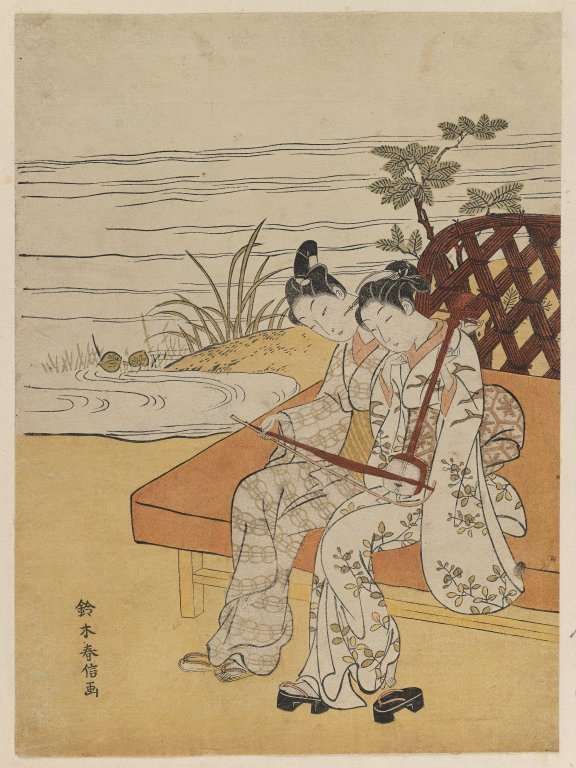
Farbholzschnitt von Suzuki Harunobu. Paar beim gemeinsamen Kokyū-Spiel, um 1760

Kokyū (japanisch 胡弓, „fremdländischer Bogen“, aus ko, „fremd“ und kyū, „Bogen“) bezeichnet eine Gruppe von Langhalslauten in Japan, die mit einem Bogen gestrichen werden. Die kokyūs wurden mit der formverwandten gezupften Laute shamisen aus China eingeführt und sind seit dem 17./18. Jahrhundert in Japan bekannt. In Größe, Material und Klang unterscheiden sich die einzelnen Typen. Die Version in Okinawa wird kucho genannt.
Die kokyū der japanischen Hauptinseln ist 70 Zentimeter lang, mit einem Hals aus Palisander, ostindischem Rosenholz, chinesischer Quitte oder Narrabaum. Der Resonanzkörper besteht aus chinesischer Quitte oder Pterocarpus indicus (bei dem in Ryukyu gebräuchlichen Instrument wird geschwärztes Ebenholz verwendet) und ist vorne und hinten mit Katzenhaut (oder in Okinawa Schlangenhaut) überzogen. Auf der Vorderseite steht ein Steg. Sie hat drei (seltener vier) Saiten und wird aufrecht gespielt. Der Bogen ist mit Pferdehaaren bezogen, die Saiten werden aus Seide hergestellt. In Zentral-Japan wurde die Kokyū früher als integraler Bestandteil des Sankyoku-Ensembles verwendet, zusammen mit Koto und Shamisen. Seit Anfang des 20. Jahrhunderts wurde diese Rolle meist vom Shakuhachi übernommen.
Seit Shinei Matayoshi, ein Kokyū- und Sanshin-Spieler sowie Sanshin-Bauer, zur Erweiterung ihres Klangumfangs eine 4-saitige Version der kokyū entwickelte, hat sie sich wieder stärker verbreitet. In Japan besteht eine Kokyū-Gesellschaft, die sich der Förderung des Instruments widmet.
Der amerikanische Multiinstrumentalist Eric Golub hat die kokyū auch im Jazz und Blues benutzt.

### Klangbeispiel
- Kokyu audio